# Amélie (banda sonora)

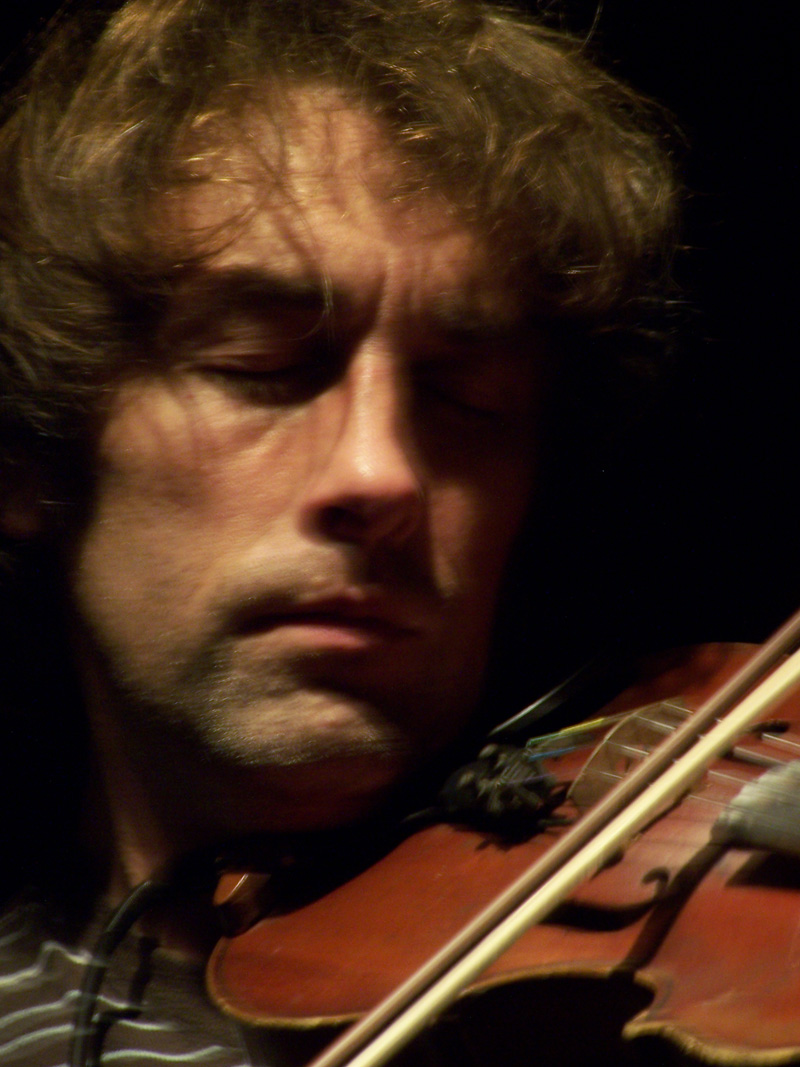
Compositor i músic francès Yann Tiersen

Amélie és la banda sonora de la pel·lícula francesa Amélie, publicada el 2001, una pel·lícula ambientada a París, França. La història de la protagonista, Amélie, és capturada per la música de Yann Tiersen.

## Llista de cançons
Totes les cançons foren compostes per Yann Tiersen.
| Núm. | Títol | Durada |
| ---- | --- | ------ |
| 1.   | «J'y suis jamais allé»                                                                                    | 1:34   |
| 2.   | «Les jours tristes» (Instrumental) (escrita per Tiersen i Neil Hannon)                                    | 3:03   |
| 3.   | «La valse d'Amélie»                                                                                       | 2:15   |
| 4.   | «Comptine d'un autre été : L'après-midi»                                                                  | 2:20   |
| 5.   | «La noyée»                                                                                                | 2:03   |
| 6.   | «L'autre valse d'Amélie»                                                                                  | 1:33   |
| 7.   | «Guilty» (interpretada per Al Bowlly; escrita per Gus Kahn; composta per Richard A. Whiting i Harry Akst) | 3:13   |
| 8.   | «À quai»                                                                                                  | 3:32   |
| 9.   | «Le moulin»                                                                                               | 4:27   |
| 10.  | «Pas si simple»                                                                                           | 1:52   |
| 11.  | «La valse d'Amélie» (Versió orquestral)                                                                   | 2:00   |
| 12.  | «La valse des vieux os»                                                                                   | 2:20   |
| 13.  | «La dispute»                                                                                              | 4:15   |
| 14.  | «Si tu n'étais pas là» (Interpretat per Fréhel; escrita per Gaston Claret i Pierre Bayle)                 | 3:29   |
| 15.  | «Soir de fête»                                                                                            | 2:55   |
| 16.  | «La redécouverte»                                                                                         | 1:13   |
| 17.  | «Sur le fil»                                                                                              | 4:23   |
| 18.  | «Le banquet»                                                                                              | 1:31   |
| 19.  | «La valse d'Amélie» (Piano Version)                                                                       | 2:38   |
| 20.  | «La valse des monstres»                                                                                   | 3:39   |

| 21. | «L'autre valse d'Amélie» (Versió quatuor à cordes et piano) | 1:43 |
| 22. | «Les deux pianos»                                           | 2:00 |
| 23. | «Comptine d'un autre été : La Démarche»                     | 2:03 |
| 24. | «La maison»                                                 | 2:03 |